# Стшаклы
Стшаклы (пол. Strzakły) — деревня в Бяльском повете Люблинского воеводства Польши. Входит в состав гмины Мендзыжец-Подляски. По данным переписи 2011 года, в деревне проживало 414 человек.

## География
Деревня расположена на востоке Польши, к югу от реки Кшны-Пулноцны, на расстоянии приблизительно 35 километров к западу от города Бяла-Подляска, административного центра повета. Абсолютная высота — 150 метров над уровнем моря. Через населённый пункт проходит региональная автодорога 806.

## История
По данным на 1827 год имелось 60 дворов и проживал 297 человек. Согласно «Справочной книжке Седлецкой губернии на 1875 год» деревня входила в состав гмины Мисе Радинского уезда Седлецкой губернии.
В 1975—1998 годах деревня входила в состав Бяльскоподляского воеводства.

## Население
Демографическая структура по состоянию на 31 марта 2011 года:
|         | Всего | До трудоспособного возраста | Трудоспособного возраста | Старше трудоспособного возраста |
| ------- | ----- | --------------------------- | ------------------------ | ------------------------------- |
| Мужчины | 216   | 60                          | 133                      | 23                              |
| Женщины | 198   | 54                          | 110                      | 34                              |
| Всего   | 414   | 114                         | 243                      | 57                              |